# 田口裕也
田口 裕也（たぐち ゆうや、2001年4月8日 - ）は、三重県出身のプロサッカー選手。Jリーグ・愛媛FC所属。ポジションは、フォワード（FW）。

## 来歴
セレッソ大阪西U-15を経て、四日市中央工業高校へ進学。3年次には四中工のエースナンバーである17番を背負い、同期の森夢真と共に出場した第98回全国高等学校サッカー選手権大会では2得点を挙げベスト8進出に貢献した。
2020年より、ガイナーレ鳥取へ加入した。開幕戦のセレッソ大阪U-23戦で64分から交代でJリーグデビューを果たすと、88分にプロ入り初ゴールと共に決勝点となるゴールを挙げた。その後もレギュラーとして試合出場を続け、チーム最多の8得点を挙げた。2021年には11・12月度J3月間MVPを受賞、自身シーズン最多を更新する9ゴールを挙げた。
2023年、FC岐阜へ完全移籍。2024年には自身シーズン最多を更新する11ゴールを挙げた。
2024年8月、ツエーゲン金沢へ完全移籍。しかし金沢加入後は不調に陥り、移籍後初ゴールは第34節北九州戦まで遅れた。チームも加入当時はプレーオフ圏内につけていたが、11戦未勝利を記録するなど低迷し、12位で終了。なお、終盤に調子を取り戻した岐阜は8位でシーズンを終了し、皮肉にも移籍元のチームより順位が下回る結果となった。
2024年12月23日、愛媛FCへ完全移籍することが発表された。

## 所属クラブ
- 大山田サッカースポーツ少年団
- 2014年 - 2016年 セレッソ大阪西U-15
- 2017年 - 2019年 三重県立四日市中央工業高等学校
- 2020年 - 2022年  ガイナーレ鳥取
- 2023年 - 2024年8月  FC岐阜
- 2024年8月 - 同年12月  ツエーゲン金沢
- 2025年 -  愛媛FC

## 個人成績
| 国内大会個人成績 | 国内大会個人成績 | 国内大会個人成績 | 国内大会個人成績 | 国内大会個人成績 | 国内大会個人成績 | 国内大会個人成績 | 国内大会個人成績 | 国内大会個人成績 | 国内大会個人成績 | 国内大会個人成績 | 国内大会個人成績 |
| 年度             | クラブ           | 背番号           | リーグ           | リーグ戦         | リーグ戦         | リーグ杯         | リーグ杯         | オープン杯       | オープン杯       | 期間通算         | 期間通算         |
| 年度             | クラブ           | 背番号           | リーグ           | 出場             | 得点             | 出場             | 得点             | 出場             | 得点             | 出場             | 得点             |
| 日本             | 日本             | 日本             | 日本             | リーグ戦         | リーグ戦         | リーグ杯         | リーグ杯         | 天皇杯           | 天皇杯           | 期間通算         | 期間通算         |
| ---------------- | ---------------- | ---------------- | ---------------- | ---------------- | ---------------- | ---------------- | ---------------- | ---------------- | ---------------- | ---------------- | ---------------- |
| 2020             | 鳥取             | 17               | J3               | 30               | 8                | -                | -                | -                | -                | 30               | 8                |
| 2021             | 鳥取             | 9                | J3               | 26               | 9                | -                | -                | 2                | 0                | 28               | 9                |
| 2022             | 鳥取             | 9                | J3               | 28               | 4                | -                | -                | 1                | 0                | 29               | 4                |
| 2023             | 岐阜             | 48               | J3               | 29               | 3                | -                | -                | 3                | 1                | 30               | 4                |
| 2024             | 岐阜             | 17               | J3               | 24               | 11               | 1                | 0                | 2                | 1                | 27               | 12               |
| 2024             | 金沢             | 71               | J3               | 13               | 1                | -                | -                | -                | -                | 13               | 1                |
| 2025             | 愛媛             | 18               | J2               |                  |                  |                  |                  |                  |                  |                  |                  |
| 通算             | 日本             | 日本             | J2               |                  |                  |                  |                  |                  |                  |                  |                  |
| 通算             | 日本             | 日本             | J3               | 150              | 36               | 1                | 0                | 8                | 2                | 159              | 38               |
| 総通算           | 総通算           | 総通算           | 総通算           | 150              | 36               | 1                | 0                | 8                | 2                | 159              | 38               |

- Jリーグ初出場・初得点 : 2020年6月27日 J3第1節 セレッソ大阪U-23戦 (ヤンマースタジアム長居)

## タイトル
- J3リーグ・月間MVP：1回（2021年11・12月）